# Alison Sudol
Alison Sudol (* 23. prosince 1984 Seattle, Washington), známá hlavně jako A Fine Frenzy
(dříve Alison Monro), je americká zpěvačka, skladatelka a klavíristka. Její debutové album One Cell in the Sea bylo vydáno 17. července 2007 a dosáhlo 91. místa v žebříčku Billboard 200. Má velký úspěch v Německu, Rakousku, Švýcarsku, Polsku, Francii a v dalších zemích. Její hudba se objevuje v mnoha televizních pořadech, její píseň zazněla ve filmu Opravdový život (Sleepwaling).
Ve Spojených státech si získává mnoho fanoušků svou lyrickou a poetickou hudbou a silnými emocionálními tématy.

## Životopis

### Mládí
Narodila se v Seattlu v americkém státě Washington učitelům dramatických umění. Když bylo Sudol 5 let, přestěhovala se s matkou do Los Angeles poté, co se její rodiče rozvedli. Poslouchala široké spektrum hudby, zahrnující Arethu Franklin, Ellu Fitzgerald, a swing.
Promovala v šestnácti letech a považovala se za „pitomou a tichou“. Sudol „nepije ani nekouří nebo něco takového“. „Byla jsem nervózní“ uvedla Sudol v interview, „jít na univerzitu tak mladá. Zůstala jsem 2 roky a zkusila zjistit, co zvládnu s hudbou. Když mi bylo 18, byla jsem do hudby zabraná tak moc, že jsem nechtěla přestat“. V osmnácti letech Sudol odstartovala se svou první skupinou, Monro.
Měla také vášeň pro literaturu, byla ponořena do děl autorů jako C. S. Lewis, E.B. White, Lewis Carroll, Anthony Trollope a Charles Dickens. Její umělecké jméno "A Fine Frenzy" je převzato z verše dramatu Sen noci svatojánské (A Midsummer-night's Dream) od Williama Shakespeara (Théseus, jednání 5, scéna 1 – "The poet's eye, in a fine frenzy rolling, Doth glance from heaven to earth, from earth to heaven"). Poté, co se sama naučila na klavír, začala vkládat svou kreativní energii do psaní písní.
Krátké demo, které poslala, si okamžitě získalo pozornost u Jasona Floma z EMI, který, když navštívil její dům a slyšel ji hrát, podepsal smlouvu.

### Hudební kariéra

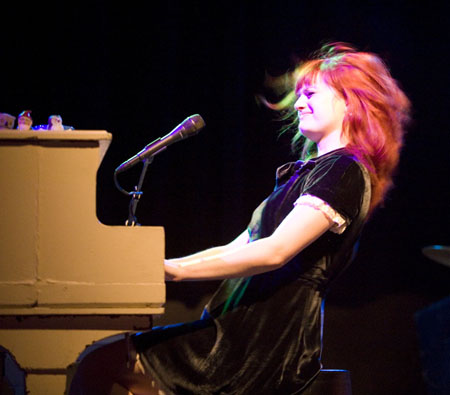
Alison Sudol hraje na piano

V březnu 2007 se Sudol objevila na "South by Southwest (SXSW)" konferenci zahájenou pro The Stooges. Krátce poté bylo její debutové album One Cell in the Sea vydáno s většinou pozitivním ohlasem. První single "Almost Lover" se dostal na 25. místo v Billboard Hot Adult Contemporary Tracks. V polovině roku 2007 si zajistila zahájení na turné Rufuse Wainwrighta. V březnu a dubnu 2008 Sudol oznámila vlastní turné po USA a Kanadě a v dubnu měla turné ve Francii, Belgii, Německu a Švýcarsku. V září 2008 byla hvězdou na zahajovací noci 'New Pop Festival' pořádaného German broadcaster SWR3. V listopadu 2008 se vrátila na turné do Německa, Rakouska a Švýcarska.
Její píseň "You Picked Me" byla uvedena na iTunes jako "single týdne zdarma" pro 14. srpen 2007 a VH1 nedávno uvedlo jednu ze svých "You Oughta Know" umělců. Dodatečně v říjnu 2008 bylo "You Picked Me" vybráno jako téma sítě podle SIC, Portugalské televizní sítě.
Alba se prodalo přes 300 000 kopií. V roce 2008 bylo vydáno v Německu, Rakousku, Švýcarsku a Polsku. V každé z těch zemí se album umístilo v top 30, s prvním singlem "Almost Lover" dosáhla 8. místa v Německu, 10. ve Švýcarsku a 5. v Rakousku. Sudol ohlásila, že pracuje na novém albu a hraje 2 písně očekávané na albu během nedávných představení ("What I Wouldn't Do", a "From Whence You Came").
Sudol je v některých směrech uzavřená osoba, ale vybudovala si pověst přístupnosti a přátelství, a pravidelně si povídá s fanoušky po svých představeních.

### Televizní vystoupení
6. února 2008 Sudol uvedla "Come On, Come Out" v The Late Show with David Letterman. 23. února zazpívala "Almost Lover" a "Come On, Come Out" na CBS' Saturday Early Show. Zahrála si ve 4. řadě Kriminálky New York postavu 'Nova Kent'.